# Adrienne Barbeau
Pour les articles homonymes, voir Barbeau.
Adrienne Barbeau est une actrice américaine née le 11 juin 1945 à Sacramento (Californie, États-Unis).

## Biographie
D'origine arménienne par sa mère, Adrienne Barbeau fait ses débuts sur les planches de Broadway. Connue dans un premier temps pour son rôle à la télévision dans la série Maude, elle tourne ensuite sous la direction de John Carpenter dans Meurtre au 43e étage (1978).
Le 1er janvier 1979, elle devient l'épouse du réalisateur (dont elle divorce en 1984). Ce dernier la fait également tourner dans Fog, aux côtés de Jamie Lee Curtis et Janet Leigh, puis aux côtés de Kurt Russell dans New York 1997 et The Thing.
Elle tourne parallèlement pour d'autres réalisateurs, toujours dans le registre du fantastique. On la retrouve en 1982 dans La Créature du marais, de Wes Craven, ou encore dans un des volets du film à sketchs Creepshow, de George A. Romero.
Par la suite, Adrienne Barbeau apparaît dans plusieurs séries B, comme Cannibal Girls (alias Cannibal Women in the Avocado Jungle of Death) en 1989, mais tourne beaucoup plus pour la télévision, apparaissant dans des séries telles que La Cinquième Dimension, Babylon 5, Star Trek: Deep Space Nine, La Caravane de l'étrange, Dexter, Sons of Anarchy.
Parmi ses autres rôles au cinéma, on peut citer le film Deux yeux maléfiques (1990), Le Couvent (2000) ou encore Argo (2012).
Elle est mariée à Billy Van Zandt depuis 1992.[réf. nécessaire]

## Filmographie

### Cinéma
- 1980 : Fog (The Fog), de John Carpenter : Stevie Wayne
- 1981 : New York 1997 (Escape from New York), de John Carpenter : Maggie
- 1981 : L'Équipée du Cannonball (The Cannonball Run), d'Hal Needham : Marcie
- 1982 : La Créature du marais (Swamp Thing), de Wes Craven : Alice Cable
- 1982 : Creepshow, de George A. Romero : Wilma Northrup
- 1982 : The Thing, de John Carpenter : La voix de l'ordinateur (non créditée)
- 1984 : Le voyageur venu du temps (The Next One), de Nico Mastorakis : Andrea
- 1986 : À fond la fac (Back to school), d'Alan Metter : Vanessa
- 1987 : Open House, de Jag Mundhra : Lisa Grant
- 1989 : Cannibal Girls (en) (Cannibal Women in the Avocado Jungle of Death), de J. F. Lawton (en) : Dr Kurtz
- 1990 : Deux yeux maléfiques (Due occhi diabolici), de Dario Argento et George A. Romero : Jessica Valdemar
- 1993 : Un père en cavale (Father Hood), de Darrell Roodt : Celeste
- 1993 : Demolition Man, de Marco Brambilla : Main Frame Computer (voix, non créditée)
- 1994 : Silk Degrees, d'Armand Garabidian : Violet
- 1995 : Judge Dredd, de Danny Cannon : Central (voix, non créditée)
- 1998 : Scooby-Doo sur l'île aux zombies (Scooby-Doo on Zombie Island) (vidéo), de Jim Stenstrum : Simone (voix)
- 1999 : A Wake in Providence, de Rosario Roveto Jr. : Tante Lidia
- 2000 : Le Couvent (The Convent), de Mike Mendez : Christine adulte
- 2000 : Across the Line (en), de Martin Spoltl : Ms Randall
- 2002 : No Place Like Home, de Craig Clyde : Evie
- 2003 : Ghost Rock, de Dustin Rikert : Mattie Baker
- 2007 : Unholy (en), de Daryl Goldberg : Martha
- 2008 : Fly Me to the Moon, de Ben Stassen : La mère de Scooter (voix)
- 2008 : Reach for Me (en), de LeVar Burton : Valerie
- 2009 : Alice Jacobs is Dead, d'Alex Horwitz (court métrage) : Alice Jacobs
- 2012 : Complacent, de Steven R. Monroe : Judy Sanderson
- 2012 : Argo, de Ben Affleck : Nina
- 2015 : Divine Access, de Steven Chester Prince : Catherine
- 2015 : Tales of Halloween : The Radio DJ (voix)
- 2020 : Unearth : Kathryn Dolan
- 2022 : Hellblazers : Georgia

### Télévision

#### Séries télévisées
- 1972-1978 : Maude : Carol Traynor (93 épisodes)
- 1977 : Huit, ça suffit ! (Eight is Enough) : Jennifer Linden (Saison 1 - Épisode 5)
- 1977 : Quincy (Quincy M.E.) : Carol Bowen (Saison 2 - Épisode 13)
- 1978 : La croisière s'amuse (The Love Boat) : Cathy Randall (Saison 1 - Épisodes 15 et 16)
- 1978-1983 : L'Île fantastique (Fantasy Island) : Margo Dean / Brenda Richards / Adele Anthony (Saison 1 - Épisode 2, Saison 3 - Épisode 10 et Saison 6 - Épisode 13)
- 1979 : $weepstake$
- 1984-1986 : Hôtel (Hotel) : Barbara Harrington / Ellie (Saison 1 - Épisode 14 et Saison 4 - Épisode 10)
- 1985 : La Cinquième Dimension (The Twilight Zone) : Ms Peters (Saison 1 - Épisode 7)
- 1985-1987 : Arabesque (Murder, She Wrote) : Kathryn / Lynette Bryant (Saison 2 - Épisode 9 et Saison 3 - Épisode 15)
- 1989 : Sois prof et tais-toi ! (Head of the Class) : Gloria (Saison 3 - Épisode 17)
- 1989 : Monsters : White Magic Practitioner (Saison 1 - Épisode 21)
- 1990 : CBS Schoolbreak Special : Mary Martelli (Saison 8 - Épisode 1)
- 1992 : Dream On : Gloria Gantz (Saison 3 - Épisode 7)
- 1992-1995 : Batman (Batman: The Animated Series) : Martha Wayne / Selina Kyle / Catwoman (voix) (8 épisodes)
- 1993 : FBI: The Untold Stories (en) : Marguerite Dobson
- 1993 : ABC Weekend Special : Lucindak 'Lucy' Condraj (Saison 13 - Épisode 2)
- 1993 : Daddy Dearest (en) : Annette (Saison 1 - Épisode 5)
- 1994 : Waikiki Ouest (One West Waikiki) : Edna Jaynes (Saison 1 - Épisode 4)
- 1994 : Rebel Highway : Ms Sheila Norton (Saison 1 - Épisode 8)
- 1994 : The George Carlin Show : Barbara Rossetti (Saison 2 - Épisode 6)
- 1994 : Babylon 5 : Amanda Carter (Saison 2 - Épisode 6)
- 1994 : Les Nouvelles Aventures de Flipper le dauphin (Flipper: The New Adventures) : Sydney Brewster (Saison 2 - Épisodes 15 et 18)
- 1996 : Les Frères Wayans (The Wayans Bros.) : Trish Neidermeyer (Saison 2 - Épisode 20)
- 1997 : Code Lisa (Weird Science) : Lily (Saison 5 - Épisode 7)
- 1997-1998 : Batman (The New Batman Adventures) : Selina Kyle / Catwoman (vo) (Saison 1 - Épisode 5 et Saison 2 - Épisode 3)
- 1998 : Diagnostic : Meurtre (Diagnosis Murder) : Vivien Sanderson (Saison 5 - Épisode 16)
- 1998 : Adventures from the Book of Virtues : Greta (voix) (Saison 2 - Épisode 6)
- 1998 : Sliders : Les Mondes parallèles (Sliders) : Mother Morehouse (Saison 4 - Épisode 6)
- 1998 : Les castors allumés (The Angry Beavers) : Toluca Lake (voix) (Saison 2 - Épisode 10)
- 1998-2004 : Le Drew Carey Show (The Drew Carey Show) : Kim Harvey (6 épisodes)
- 1999 : La croisière s'amuse, nouvelle vague (Love Boat: The Next Wave) : Grace Brooks (Saison 2 - Épisode 13)
- 1999 : Star Trek: Deep Space Nine : Cretak (Saison 7 - Épisode 16)
- 2000 : Batman, la relève (Batman Beyond) : Singer (Saison 3 - Épisode 5)
- 2000 : Nash Bridges : Annie Corell (Saison 6 - Épisode 13)
- 2000-2002 : Gotham Girls : Selina Kyle / Catwoman / Renee Montoya (voix) (20 épisodes)
- 2002 : Les Chroniques du mystère (The Chronicle) : Evelyn Hall (Saison 1 - Épisode 14)
- 2002-2004 : Totally Spies! : Helga von Guggen (voix) (Saison 1 - Épisode 15 et Saison 2 - Épisode 24)
- 2003-2005 : La Caravane de l'étrange (Carnivàle) : Ruthie (24 épisodes)
- 2007 : K-Ville : Marquetta Dinovi (Saison 1 - Épisode 3)
- 2008 : Cold Case : Affaires classées (Cold Case) : Helen McCormick '08 (Saison 6 - Épisode 11)
- 2009 : Dexter : Suzanna Coffey (Saison 4 - Épisode 1)
- 2009 : Grey's Anatomy : Jodie Crawley (Saison 6 - Épisode 3)
- 2009 : Proposition 8 Trial Re-Enactment : Dr Letitia Peplau
- 2010-2011 : Hôpital central (General Hospital) : Suzanne Stanwyck (65 épisodes)
- 2011 : Les Experts : Manhattan (CSI: NY) : Dr Theola Kumi (Saison 7 - Épisode 14)
- 2012 et 2015: Revenge : Marion Harper (Saison 2 - Épisode 8 et Saison 4 - Épisode 23)
- 2013 : Sons of Anarchy : Alice (Saison 6 - Épisode 7)
- 2013 : Hell's Kitty : Mrs. Carrie (Saison 1 - Épisode 11)
- 2014 : Esprits criminels (Criminal Minds) : Cissy Howard (Saison 9 - Épisode 20)
- 2015 : American Dad! : Maxine (voix) (Saison 11 - Épisode 10)
- 2019 : Creepshow
- 2019 : AJ and the Queen : Helen (Saison 1 - Épisode 3)
- 2021 : American Horror Stories : Verna (Saison 1 - Épisode 3)

#### Téléfilms
- 1976 : The Great Houdini (en) de Melville Shavelson : Daisy White
- 1976 : Having Babies de Robert Day : Allie Duggin
- 1977 : Alerte rouge (Red Alert) de William Hale : Judy Wyche
- 1977 : Have I Got a Christmas for You de Marc Daniels : Marcia Levine
- 1978 : The Fighting Nightingales de George Tyne (en) : Major Kate Steele
- 1978 : Crash (en) de Barry Shear : Veronica Daniels
- 1978 : Meurtre au 43e étage (Someone's Watching Me!) de John Carpenter : Sophie
- 1979 : The Darker Side of Terror de Gus Trikonis : Margaret Corwin
- 1980 : Top of the Hill de Walter Grauman : Elizabeth Stone
- 1980 : Valentine Magic on Love Island d'Earl Bellamy : Beverly McGraw
- 1980 : Tourist de Jeremy Summers : Barbara Huggins
- 1981 : Charlie and the Great Balloon Chase de Larry Elikann : Susan O'Neill
- 1985 : Dans des griffes de soie (Seduced) de Jerrold Freedman : Barbara Orloff
- 1985 : Le Retour de Jack l'éventreur (en) (Bridge Across Time) d'E.W. Swackhamer : Lynn Chandler
- 1987 : Ultraman: The Adventure Begins (en) de Mitsuo Kusakabe et Ray Patterson : Lieutenant Beth O'Brien (voix)
- 1990 : The Easter Story de Don Lusk et Ray Patterson : Mary Magdalene (voix)
- 1991 : Blood River de Mel Damski : Georgina
- 1991 : La Stratégie de l'infiltration (Doublecrossed) de Roger Young : Debbie Seal
- 1991 : Queen Esther de Don Lusk et Ray Patterson (voix)
- 1992 : The Burden of Proof de Mike Robe : Silvia Hartnell
- 1994 : Vilaines Filles et Mauvais Garçons (Jailbreakers) de William Friedkin : Mme Norton
- 1995 : Burial of the Rats de Dan Golden : La reine
- 1998 : A Champion's Fight de James A. Contner : Nancy Muldenhower
- 2001 : Spring Break Lawyer d'Alan Cohn : Judge Stern
- 2002 : The Santa Trap de John Shepphird : Alice
- 2004 : Ring of Darkness (en) de David DeCoteau : Alex
- 2006 : Deceit de Matthew Cole Weiss : Kathleen Darrow
- 2006 : Un Noël pour l'éternité (Christmas Do-Over) de Catherine Cyran : Trudi
- 2009 : War Wolves de Michael Worth : Gail Cash
- 2009 : Le Sauveur de Noël (The Dog Who Saved Christmas) de Michael Feifer : Femme chat
- 2010 : The Dog Who Saved Christmas Vacation (en) de Michael Feifer : Mildred
- 2014 : Une Romance-photo (The Memory Book) de Paul A. Kaufman : Sarah

## Jeux vidéo
- 1999 : Descent 3 : Dr Katelyn Harper
- 2006 : Marvel: Ultimate Alliance : Sif
- 2009 : Batman: Arkham Asylum : Dr Gretchen Whistler
- 2010 : God of War III : Hera
- 2012 : Les Royaumes d'Amalur : Reckoning (Kingdoms of Amalur: Reckoning) : Clara Sydamus
- 2012 : Halo 4 : Dr Tillson
- 2013 : God of War: Ascension : Alethia
- 2015 : Mad Max : Pink Eye
- 2018 : Fallout 76 : la superviseure de l'abri 76

## Récompenses
- Nommée aux Golden Globes en 1977 en vue du titre de Best Supporting Actress - Television pour Maude (1972)
- Nommée aux Satellite Awards en 2004 en vue d'un Golden Satellite Award pour une Best Performance by an Actress in a Supporting Role in a Series, Drama dans Carnivale (2003)